# Elvira Bierbach

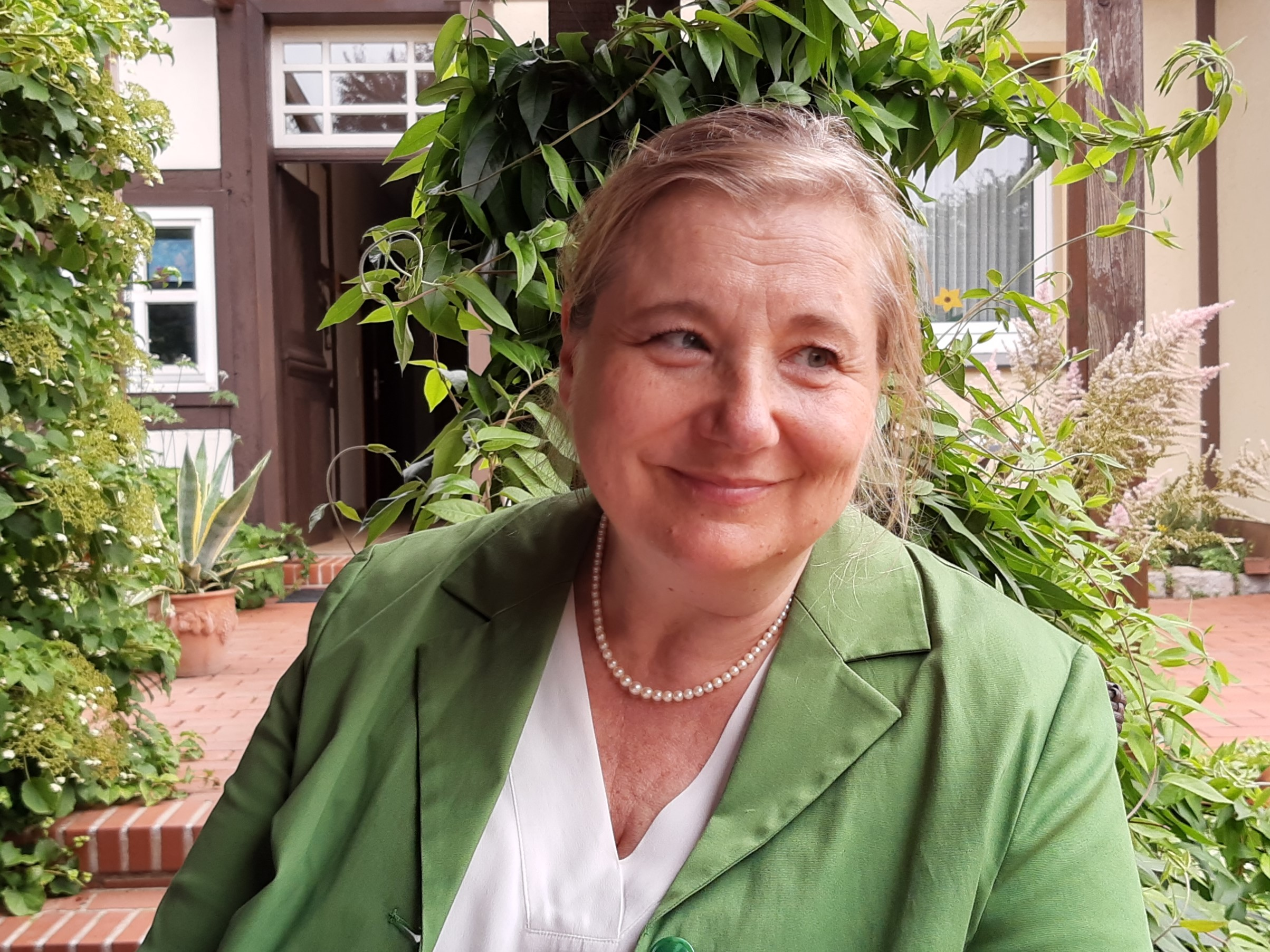
Elvira Bierbach, 2021

Elvira Bierbach ist eine deutsche Heilpraktikerin, Dozentin sowie Verfasserin von Lehrbüchern. Sie ist Herausgeberin und Mitautorin von Naturheilpraxis heute, dem Standardwerk für die Heilpraktikerausbildung, und hauptverantwortliche Herausgeberin der Deutsche Heilpraktiker Zeitschrift.

## Leben und Karriere
Bierbach absolvierte zunächst eine Ausbildung zur Damenschneiderin. Da sie sich bereits früh für Naturheilkunde interessierte, folgte eine Ausbildung zur Heilpraktikerin, die sie 1991 abschloss. 1992 gründete sie zunächst ihre eigene Praxis, in der die Schwerpunkte auf klassischen Naturheilverfahren und Psychotherapie lagen. Noch im gleichen Jahr übernahm sie die Heilpraktikerschule, an der sie ihre Ausbildung absolviert hatte, und gründete in Bielefeld die Heilpraktikerschule Bierbach. Diese wurde bereits 1995 zur BDH-Verbandschule, der zweiten mit dieser Auszeichnung. Zum Jahresende 2023 hat sie ihre Heilpraktikerschule geschlossen.
Bierbach wirkt als Autorin und Herausgeberin von Büchern auf dem Gebiet und als Referentin bei Tagungen. Im Jahr 2000 veröffentlichte sie das Lehrbuch Naturheilpraxis Heute. Sie ist außerdem seit 2006 Herausgeberin des Fachorgans Deutsche Heilpraktiker Zeitschrift.
Seit 1994 ist sie Beirätin im BDH e.V. Hier ist sie unter anderem seit 2004 Beauftragte für Qualitätssicherung in der Heilpraktikerausbildung im BDH e.V. Als Mitglied im berufspolitischen Team des BDH (seit 2008) ist sie insbesondere verantwortlich für das Gebiet Heilpraktikerausbildung. 2018 übernahm sie zudem die berufspolitische Interessenvertretung im Auftrag des Bundes Deutscher Heilpraktiker e.V. 
Seit 2019 ist Bierbach Sprecherin der Gesamtkonferenz Deutscher Heilpraktikerverbände und Fachgesellschaften sowie Mitinitiatorin und 1. Vorstand des Heilpraktiker-Netzwerks, der politischen Interessenvertretung der Heilpraktiker.

## Veröffentlichungen (Auswahl)
- Elvira Bierbach: Naturheilpraxis Heute: Lehrbuch und Atlas. 7.  Auflage. Elsevier, Urban & Fischer Verlag, München 2024, ISBN 978-3-437-55029-4 ( [2000]).
- Elvira Bierbach, Gerhard Christ: Naturheilpraxis Heute Lernkompass. 2.  Auflage. Elsevier, Urban & Fischer Verlag, München 2024, ISBN 978-3-437-55034-8 ( [2021]).
- Michael Herzog, Elvira Bierbach: Handbuch Naturheilpraxis : Behandlungsstandards und -strategien für Heilpraktiker. 3.  Auflage. Urban & Fischer, München 2017, ISBN 978-3-437-56522-9 ( [2011]).
- Elvira Bierbach: Infektionskrankheiten von A-Z für Heilpraktiker : Infektionsschutzgesetz, Infektiologie, Lernhilfen. Urban & Fischer, München 2011, ISBN 978-3-437-56772-8.